# Stolac (Senj)
Stolac is een plaats in de gemeente Senj in de Kroatische provincie Lika-Senj. De plaats telt 55 inwoners (2001).